# Musa Çelik
Musa Çelik (* 11. April 1983 in Oberhausen) ist ein deutsch-türkischer Fußballspieler.

## Karriere
Musa Celiks Fußballkarriere begann in der 2. Mannschaft von Rot-Weiß Oberhausen. Die Saison 2005/06 spielte er beim Oberligakonkurrenten SSVg Velbert, bevor er in der Saison 2006/07 nach Oberhausen zurückkehrte und mit der Mannschaft den Aufstieg in die Regionalliga Nord feiern konnte. In der Saison 2007/08 kam er zu zehn Einsätzen und schaffte mit RW Oberhausen den Durchmarsch in die 2. Bundesliga. Für RWO spielte er in der Saison 2008/09 neunmal in der 2. Liga.
Zur Spielzeit 2009/10 wechselte Celik in die zweite türkische Liga nach Giresunspor. Bereits in der Wintertransferperiode 2009/10 kehrte er allerdings wieder zu Oberhausen zurück. Dort wurde er vorwiegend in der zweiten Mannschaft eingesetzt. Am Ende der Spielzeit 2010/11 stieg er mit Rot-Weiß Oberhausen in die 3. Liga ab, woraufhin er den Verein zum dritten Mal verließ und sich in der Saison 2011/12  dem Fünftligisten KFC Uerdingen 05 anschloss. In der Saison 2012/13 stieg er mit dem KFC in die Regionalliga West auf. Seinen Vertrag bei den Krefeldern löste er 2014 auf, da er sportlich kürzertreten wollte, um seinem Beruf als Lehrer nachzugehen. Zur Saison 2014/15 schloss er sich dem Landesligisten FSV Duisburg an. Nach drei Jahren verließ er den Verein und wechselte zur Saison 2017/18 in die Bezirksliga zu SV Genc Osman Duisburg.
1997 gründete Celik unter anderem mit den Brüdern Ralf, Tim und Benjamin Reichert den E-Sport-Clan SK Gaming, der heute zu den weltweit erfolgreichsten Clans gehört. Letztere spielten ebenfalls für Rot-Weiß Oberhausen. Er spielte selbst unter dem Namen SK|kila.
Çelik studierte Lehramt und arbeitet als Lehrer für Sport und Erdkunde an der Fasia-Jansen-Gesamtschule in Oberhausen.